# Vitrographie
La vitrographie est une technique de duplication de documents sur verre dépoli permettant de copier jusqu'à plusieurs centaines d'exemplaires. Le nardigraphe et l'aluminocopie (inventions notamment utilisées et développées par la pédagogie Freinet au XXe siècle) appartiennent à la vitrographie.
Son fonctionnement se place à mi-chemin du procédé lithographique et des techniques dites hectographiques : le contact d'une encre autographique spéciale (généralement chimiquement basique) avec une surface grenée (comme le verre dépoli) et sensibilisée génère un relief gélatineux accrochant l'encre d'imprimerie.
Le terme « vitrographie » a été utilisé dès 1928 par Gaston Ravisse (alias L.R Heller), fondateur de la revue Mon bureau consacrée aux techniques dactylographiques, pour désigner l'ensemble des techniques de duplication utilisant une vitre traitée chimiquement. Ce terme sera toutefois assez peu employé en raison de l'utilisation plus répandue du terme de « nardigraphe » par onomatisme.

## Historique
C'est dans l'inertie du développement des techniques hectographiques de reproduction de documents (à la fin du XIXe siècle et au début du XXe siècle) qu’apparaissent les premiers procédés vitrographiques comme le nardigraphe (de son inventeur R. Nardi), mis en vente en France dès 1905 et dont une amélioration (sur le plan mécanique) sera brevetée quatre ans plus tard, en mars 1909. Le nardigraphe ne sera pas la seule invention vitrographique: d'autres marques fleuriront plus tard dans les années 1920 comme « La Vitre Magique » ou encore le « Simplex ». Ces inventions seront utilisées dans les bureaux par les dactylographes ainsi que par les instituteurs rompus à la pédagogie Freinet, particulièrement à partir de la fin des années 1920.
Les besoins pratico-pédagogiques inhérentes à l'enseignement dans le primaire (typiquement la duplication de supports pédagogiques à destination de l'élève) ont impliqué dans certaines classes l'utilisation de procédés de reproduction comme le duplicateur à alcool ou encore des techniques vitrographiques (ne nécessitant pas de retourner le dessin pour qu'il soit à l'endroit sur la copie). Mais si certains se sont tournés vers le nardigraphe, d'autres, pour des raisons économiques, se sont tournés vers l'aluminocopie, système peu coûteux développé par l'instituteur Dudouit aux alentours des années 1950 dans le but d'étendre l'accès à des techniques d'impressions aux écoles les plus populaires. Cependant l'aluminocopie exigeant une certaine maîtrise technique, Freinet qui relaie le fonctionnement du système Dudouit dans des revues pédagogiques comme L'Éducateur, recevra de nombreuses lettres d'instituteurs ne parvenant pas à faire de tirages corrects.
En France, durant l'occupation nazie, le nardigraphe sera employé pour produire des journaux ou des tracts clandestins: le premier numéro du journal La Drôme en armes, fondé par Elsa Triolet et Louis Aragon en juin 1944, sera tiré à l'aide d'un nardigraphe. Le peintre et résistant Antoine Serra produira également des tracts contre le régime de Vichy.

## Procédé
Si en lithographie l'impression d'une feuille se fait sur une pierre, en vitrographie, l'impression se fait sur une vitre en verre dépoli. Ainsi le cliché, c'est-à-dire la plaque sur laquelle on va reporter un tracé original sur une feuille vierge, est réalisé sur une vitre qui, contrairement à certains procédés hectographiques comme la gélatine, peut servir indéfiniment. En appliquant un dessin réalisé à l'encre basique sur la vitre sensibilisée par une solution adjuvante se produit une réaction chimique: il y a précipitation là où il y a eu contact entre l'encre et le verre sensibilisé qu'il conviendra de fixer ensuite avec un mordant. Ce mordant, en plus de fixer le précipité, retiendra l'encre d'imprimerie. Il s'agira enfin de badigeonner de l'encre d'imprimerie sur la surface du verre (l'encre ne se fixera que sur les parties « mordues »), de placer une feuille contre la vitre et d'appliquer une pression.
Ce principe recouvre les techniques qui vont être décrites plus bas; la composition des produits utilisés par le nardigraphe n'étant pas clairement identifiée, les différences entre les différents procédés qui vont être décrits concernent la composition chimique des produits employés.

### Nardigraphe
Le principe nardigraphique exige dans un premier temps la réalisation d'un cliché sur verre: pour cela, un document réalisé à l'aide d'une encre autographique ammoniaquée sera pressé sur une plaque de verre dépolie sensibilisée à l'aide d'un « netto-sensibilisateur »; ensuite, il faudra retirer l'original et fixer un dessin invisible avec un « préservateur ». Il s'agira enfin d'encrer le cliché et d'y presser des feuilles vierges pour obtenir des copies.

### Aluminocopie
Le principe de l'aluminocopie s'apparente à celui du nardigraphe. Avec le système de l'aluminocopie détaillé dans les revues pédagogiques, nous obtenons la composition du sensibilisateur, de l'encre spéciale ainsi que du mordant.
Le sensibilisateur est composé de sel d'alun (ou alun de potassium), d'eau et de glycérine. L'encre, elle, doit être basique; pour cela on mélangera de la « bonne encre de stylo » avec du bicarbonate de soude voire de l'ammoniaque. Le mordant que l'on applique pour fixer le produit de la réaction entre l'encre basique et le sensibilisateur (une alumine) est une solution de benzoate de sodium, qu'il convient d'utiliser avec précaution.